# 徐海燕
徐海燕（英語：Denovo，1978年—2017年9月6日），是一名中国潜水员，科普作家，翻译家。

## 生平
本科就读于北京大学，拥有哥伦比亚大学博士学位，从事基因测绘有关研究。她曾翻译了如《神经漫游者》等科幻作品，同时也著有文章《潜入黑暗的疆界》等。
2017年9月6日下午于潘家口水库在潜水过程中与另一名潜水员失踪，遗体于2017年9月18日被发现。